# Enrique Sinclair
Enrique Sinclair (1805-1904), fue un marino de origen norteamericano que luchó para la Armada Argentina durante la guerra con el Imperio del Brasil y participó de las luchas civiles en el Río de la Plata.

## Biografía
Enrique Sinclair nació en Nueva York, Estados Unidos, el 9 de febrero de 1805, hijo de Jaime Sinclair y Elisa Sinclair.
Llegó al Buenos Aires incorporándose a la escuadra de Guillermo Brown a los pocos meses de iniciada la guerra del Brasil.
El 14 de junio de 1826 fue dado de alta en la barca Congreso como marinero y artillero de preferencia. Su nave participó del combate de Quilmes del 29 y 30 de julio de 1826.
El 1 de enero de 1827 fue nombrado pilotín de la Comandancia General de Marina, no obstante se sumó a la expedición de Brown contra la Tercera División Imperial en el río Uruguay que culminó el 8 y 9 de febrero con la decisiva victoria argentina en la batalla de Juncal, mereciendo por su actuación un escudo de plata.
Participó del combate de Monte Santiago (7 y 8 de abril de 1827) y el 21 de noviembre se le extendió despachos de oficial aventurero.
El 2 de enero de 1830 fue nombrado comandante de la cañonera N° 7 y ese año ascendió a capitán.
Al mando de la sumaca República patrulló el Río de la Plata cubriendo el acceso al puerto de Buenos Aires entre balizas interiores y exteriores. En mayo de 1830, mientras se encontraba amarrada en riberas del río Paraná, fue apresada desde tierra por una partida federal e incendiada.
En 1831 se desempeñó interinamente a cargo de la Ayudantía Marítima en la Boca del Riachuelo, con dependencia de la Capitanía del Puerto de Buenos Aires, a bordo de la goleta pontón Maldonado. En 1832 fue promovido a sargento mayor graduado y puesto al mando de la goleta Sarandí.
En septiembre de 1837, nuevamente al mando de la Sarandí prestó ayuda a varios perseguidos políticos, entre ellos Valentín Alsina y el coronel Manuel Alejandro Pueyrredón, quienes estaban detenidos a bordo de su buque, facilitándoles la huida a la costa del Uruguay, por lo que fue dado de baja el 17 de octubre por Juan Manuel de Rosas, debiendo él mismo emigrar a Montevideo ese año.
Allí Sinclair se incorporó a la Legión Libertadora organizada por el general Juan Lavalle. El 8 de julio de 1839 partió a la isla Martín García auxiliando como práctico del río en la conducción naval de la expedición.
Intervino en la batalla de Yeruá del 22 de septiembre de 1839 siendo ascendido a teniente coronel. Iniciada la Campaña naval de 1841 (Guerra Grande), comandó para la flota oriental el bergantín goleta General Aguiar hasta que su nave desertó pasándose a la escuadra de Brown.
Desde febrero de 1843 colaboró en la defensa de Montevideo durante el sitio de Manuel Oribe. Tras la batalla de Caseros, Sinclair retornó a Buenos Aires ocupando diversos cargos hasta que en 1873 fue nombrado subdelegado de Marina para el Riachuelo.
Prestó luego servicios en la Comandancia General de Marina en diversos destinos hasta 1895 año en que fue ascendido a capitán de navío y pasado con ese rango a retiro.
Falleció en San Isidro, el 17 de septiembre de 1904, a los 99 años de edad. Al momento de su muerte era el último de los sobrevivientes del combate naval del Juncal.
Estaba casado con Petrona Acosta. Una calle de la ciudad de Buenos Aires lleva su nombre. La isla Sinclair (64°55′00″S 63°53′00″O / -64.91667, -63.88333) en la Antártida lleva ese nombre en su honor.